# FC Florești
FC Florești (rum. Fotbal Club Florești) – mołdawski klub piłkarski, mający siedzibę w mieście Florești, na północy kraju. Obecnie występuje w Divizia A.

## Historia
Chronologia nazw:
- 2017: FC Florești

Klub piłkarski FC Florești został założony w miejscowości Florești w 2017 roku. Chociaż od 22 lipca 2002 istniał w mieście klub piłkarski, który szkolił dzieci. W 2017 zespół startował w Divizia B, wygrywając grupę Północ i zdobywając promocję do pierwszej ligi. W następnym sezonie 2018 był drugim w tabeli Divizia A. W 2019 zwyciężył w Divizia A i uzyskał historyczny awans do Divizia Națională.

## Barwy klubowe, strój
| Niebieski | Pomarańczowy |

Klub ma barwy niebiesko-pomarańczowe. Zawodnicy domowe spotkania zazwyczaj grają w niebieskich koszulkach, niebieskich spodenkach oraz niebieskich getrach.

## Sukcesy

### Trofea międzynarodowe
Nie uczestniczył w rozgrywkach europejskich (stan na 31-05-2019).

### Trofea krajowe
| \| \| Zdobyte trofea w rozgrywkach Mołdawii (stan na: 31-12-2019) \| |                                                             |      |          |
| Rozgrywki                                                            | Osiągnięcie                                                 | Razy | Sezon(y) |
| Mistrzostwo                                                          | I miejsce                                                   | 0    |          |
| Mistrzostwo                                                          | II miejsce                                                  | 0    |          |
| Mistrzostwo                                                          | III miejsce                                                 | 0    |          |
| Mistrzostwo                                                          | ?.miejsce                                                   | 1    | 2020     |
| Puchar                                                               | zdobywca                                                    | 0    |          |
| Puchar                                                               | finalista                                                   | 0    |          |
| Puchar                                                               | 1/8 finału                                                  | 1    | 2018/19  |
| II liga                                                              | I miejsce                                                   | 1    | 2019     |
| II liga                                                              | II miejsce                                                  | 1    | 2018     |
| II liga                                                              | III miejsce                                                 | 0    |          |
| Mołdawia                                                             | Zdobyte trofea w rozgrywkach Mołdawii (stan na: 31-12-2019) |      |          |

- Divizia B (D3):
  - mistrz (1x): 2017 (gr. "Nord")

## Poszczególne sezony

### Rozgrywki krajowe
| \| Mołdawia \| Bilans występów klubu w rozgrywkach piłkarskich Mołdawii (Stan na 31 maja 2019 r.) \| \| |                                                                                    |        |       |   |   |   |    |    |     |            |        |        |      |
| Poziom                                                                                                  | Rozgrywki                                                                          | Sezony | Mecze | Z | R | P | B+ | B– | Pkt | Lata       | Awanse | Spadki | Naj. |
| I | Divizia Națională                                                                  | 0      |       |   |   |   |    |    |     | od 2020    | 0      | 0      | ?    |
| II | Divizia A                                                                          | 2      |       |   |   |   |    |    |     | 2018–2019  | 1      | 0      | 1    |
| III | Divizia B                                                                          | 1      |       |   |   |   |    |    |     | 2017       | 1      | 0      | 1    |
| | Puchar Mołdawii                                                                    | ?      |       |   |   |   |    |    |     | od 2017/18 | 0      | 0      | 1/8  |
| Mołdawia                                                                                                | Bilans występów klubu w rozgrywkach piłkarskich Mołdawii (Stan na 31 maja 2019 r.) |        |       |   |   |   |    |    |     |            |        |        |      |

## Struktura klubu

### Stadion
Klub piłkarski rozgrywa swoje mecze domowe na stadionie Izvoare w Florești, który może pomieścić 1000 widzów.

### Inne sekcje
Klub prowadzi drużyny dla dzieci i młodzieży w każdym wieku.

### Sponsorzy
Sponsorem technicznym jest niemiecka firma Adidas. Sponsorami głównymi są miejscowi przedsiębiorstwa.

## Kibice i rywalizacja z innymi klubami

### Kibice
Kibice klubu są zarejestrowani w stowarzyszeniu fanów klubu.

### Rywalizacja
Największymi rywalami klubu są inne zespoły z okolic.

### Derby
- CF Soroca
- Speranța Drochia
- FC Sîngerei
- Zaria Bielce